# یاسمین مصطفی
یاسمین مصطفی مدیر عامل، کارآفرین و فعال اهل ایالات متحده آمریکا است. وی اصالتاً اهل کویت است.

## ابتدای زندگی
مصطفی تا سن هشت سالگی در کویت زندگی کرد. او هنگام شروع جنگ خلیج‌فارس همراه خانواده‌اش کشور را ترک کرد.

## زندگی شخصی
مصطفی به صورت پاره-وقت در دانشگاه تمپل شرکت کرد، وی هزینه‌های تحصیلش را خودش پرداخت می‌کرد و در سال ۲۰۰۶ با درجهٔ ممتاز فارغ‌التحصیل شد. در سال ۲۰۰۹ او شرکت 123LinkIt را تأسیس کرد که هدفش کمک به نویسندگان برای کسب درآمد از وبلاگ‎هایشان بود. او همچنین شعبه فیلادلفیا را-سازمانی ناسودبر که وب و توسعه نرم‌افزار را به زنان آموزش می‌دهد- تأسیس کرد.
مصطفی مؤسس و مدیرعامل شرکت برای خیر و خوبی داد بزن است، این شرکت فناوری‌های پوشیدنی برای توانمند سازی و افزایش ایمنی زنان فراهم می‌کند.
در سال ۲۰۱۶ مصطفی به عنوان یکی از ۱۰۰ زن بی‌بی‌سی شناخته شد.